# Skärpeplan
Skärpeplan är den yta utanför kameran där motiv måste befinna sig för att avbildas skarpt på filmen eller bildsensorn vid en given avståndsinställning. Idealt sett ska skärpeplanet vara en plan yta som är parallell med fokalplanet (bildsensorn i en digitalkamera). Det kan även uttryckas som att skärpeplanet ligger vinkelrätt mot objektivets optiska axel. I praktiken böjer sig dock skärpeplanet i en svag (eller två) S-form när man går från dess mittpunkt och utåt sidan.
Vid nedbländning ökar skärpedjupet så att skärpepeplanets böjning inte kan uppfattas.